# Parafia św. Barbary w Dąbrówce
Parafia św. Barbary w Dąbrówce − parafia rzymskokatolicka znajdująca się w archidiecezji lwowskiej w dekanacie Sambor.
Parafia nie posiada własnego proboszcza i jest administrowana dojazdowo przez proboszcza parafii Strzałkowice.